# جنگ ستارگان: آخرین جدای
جنگ ستارگان: آخرین جدای (انگلیسی: Star Wars: The Last Jedi؛ با عنوان جنگ ستارگان: قسمت هشتم – آخرین جدای نیز شناخته می‌شود) یک فیلم آمریکایی در ژانر اپرای فضایی حماسی به نویسندگی و کارگردانی ریان جانسون است که در ۲۰۱۷ منتشر شد. تولید این فیلم بر عهدهٔ لوکاس‌فیلم بوده و به وسیلهٔ استودیو سینمایی والت دیزنی توزیع شده‌است. این فیلم پس از جنگ ستارگان: نیرو برمی‌خیزد (۲۰۱۵) دومین فیلم از سه‌گانهٔ دنبالهٔ جنگ ستارگان محسوب می‌شود و هشتمین قسمت از نه فیلم «حماسهٔ اسکای‌واکر» است. در این فیلم گروه بازیگران متشکل از مارک همیل، کری فیشر، آدام درایور، دیزی ریدلی، جان بویگا، اسکار آیزاک، اندی سرکیس، لوپیتا نیونگو، دامنل گلیسون، آنتونی دنیلز، گوئندولین کریستی، کلی مری ترن، لورا درن و بنیسیو دل تورو ایفای نقش می‌کنند. در آخرین جدای، ری از لوک اسکای‌واکر درخواست کمک می‌کند و امید دارد که جریان مبارزهٔ پارتیزان مقاومت در برابر کایلو رن و محفل یکم را تغییر دهند. در همین حین، ژنرال لیا اورگانا، فین و پو دامرون در تلاش هستند که از حملهٔ محفل یکم به ناوگان‌های رو به کاهش مقاومت نجات یابند. کری فیشر در دسامبر ۲۰۱۶ درگذشت و این فیلم به او تقدیم شد.
آخرین جدای بخشی از سه‌گانهٔ فیلمی جدید جنگ ستارگان است که در پی تصاحب لوکاس‌فیلم توسط دیزنی در اکتبر ۲۰۱۲ اعلام شد. تهیه‌کنندگی این فیلم بر عهدهٔ کاتلین کندی، رئیس لوکاس‌فیلم و رام برگمن بوده‌است و جی. جی. آبرامز، کارگردان نیرو برمی‌خیزد، تهیه‌کنندهٔ اجرایی آن است. جان ویلیامز، آهنگساز فیلم‌های پیشین این فرنچایز، برای آهنگسازی موسیقی فیلم بازگشت. شماری از سکانس‌ها در حین مراحل پیش‌تولید فیلم در اسکلیگ مایکل واقع در ایرلند فیلم‌برداری شدند. مراحل تصویربرداری اصلی فیلم در فوریهٔ ۲۰۱۶ در استودیوهای پاین‌وود واقع در انگلستان فیلم‌برداری شدند و تا ژوئیهٔ همان سال به طول انجامید.
آخرین جدای نخستین بار در ۹ دسامبر ۲۰۱۷ در لس آنجلس به نمایش درآمد و در ۱۵ دسامبر ۲۰۱۷ در ایالات متحده منتشر شد. این فیلم بیش از ۱٫۳ میلیارد دلار در سراسر جهان فروش داشت و به پرفروش‌ترین فیلم ۲۰۱۷ و در طول نمایش سینمایی به نهمین فیلم پرفروش در تمام دوران تبدیل شده‌است. این فیلم دومین فیلم پرفروش جنگ ستارگان است و بیش از ۴۱۷ میلیون دلار سود خالص داشته‌است. این فیلم به دلیل سکانس‌های اکشن و وزن احساسی‌اش مورد استقبال منتقدان قرار گرفت و در نودمین دوره جوایز اسکار نامزد دریافت چهار جایزه از جمله جایزهٔ بهترین موسیقی فیلم و بهترین جلوه‌های تصویری شد. همچنین در هفتاد و یکمین دورهٔ آکادمی فیلم بریتانیا نامزد دریافت دو جایزه شد. دنبالهٔ این فیلم با عنوان جنگ ستارگان: خیزش اسکای‌واکر در دسامبر ۲۰۱۹ منتشر شد.

## داستان
نیروهای مقاومت به فرماندهی ژنرال لیا اورگانا در هنگام خارج شدن ناوگان محفل یکم فرار کردند. پو دامرون در یک ضد حمله خطرناک توانست به محفل یکم آسیب برساند و سپس دوباره به مقاومت بپیوندد. کایلو رن وقتی می‌فهمد مادرش لیا درون ناوگان مقاومت است از تیراندازی خودداری می‌کند، اما او توسط جنگنده پولک بال خود به لیا صدمه می‌زند و سبب ناتوان شدن او می‌شود. پس از اینکه لیا در بستر بیماری است مقاومت را آدمیرال هولدو رهبری می‌کند. فین به همراه بی‌بی-۸ و رز تیکو در یک مأموریت سری برای غیرفعال کردن سیستم ردیابی وارد عمل می‌شوند.
در همین حین ری به همراه چوباکا و آر تو-دی تو به کمک فضاپیمای میلینیوم فالکون به سیاره آک-تو برای بازگرداندن لوک اسکای‌واکر برای کمک به مقاومت می‌روند. لوک سرخورده از شکست خود در آموزش کایلو رن به عنوان یک جدای است و تمایلی به آموزش ری ندارد. بدون توجه لوک، ری و کایلو از طریق نیروی ارتباط برقرار می‌کنند.
آر تو-دی تو لوک را برای آموزش ری متقاعد می‌کند. وقتی ری می‌فهمد که در میان لوک و کایلو چه اتفاقاتی رخ داده‌است، لوک اعتراف می‌کند که لحظه ای قصد کشتن رن را داشته‌است. چرا که متوجه شد اسنوک او را فاسد کرده‌است. ری قصد سفر برای رو در رو شدن با کایلو رن را بدون لوک را دارد. هنگامی که او می‌رود لوک قصد دارد معبد و کتابخانه سیاره را بسوزاند اما تردید دارد. در این لحظه یودا به صورت شبح ظاهر شده و با احضار رعد و برق، تردید او را برطرف می‌کند و معبد را آتش می‌زند.
هولدو یک طرح برای تخلیه اعضای باقی مانده مقاومت را به کمک حمل نقل کوچک در سر دارد اما پو این اقدامات را خطرناک می‌داند. رز، فین و بی‌بی-۸ به کازینو می‌روند و به یک هکر به نام دی‌جی برای غیرفعال کردن سیستم ردیابی برخورد می‌کنند. آن دو به فضاپیمای اسنوک نفوذ می‌کنند. در این هنگام کایلو رن، ری را به خلوتگاه اسنوک می‌برد. اسنوک به کایلو دستور می‌دهد ری را بکشد اما کایلو در عوض باعث دو نیم شدن و قتل اسنوک می‌شود. ری فکر می‌کند کایلو به سمت روشنایی کشیده شده‌است. کایلو به ری درخواست می‌کند تا محفل یکم را باهم هدایت کنند اما ری نمی‌پذیرد و برای دست یافتن به شمشیر نوری اناکین اسکای‌واکر با هم به جدال می‌پردازند که سرانجام شمشیر از وسط دونیم می‌شود.
لیا بهبود یافته و دستور تخلیه را صادر می‌کند. هولدو در ناوگان می‌ماند تا نیروهای اسنوک را گمراه کند. دی‌جی که از این تخلیه آگاه است به محفل یکم گزارش می‌دهد. هولدو خودش را قربانی نیروهای اسنوک می‌کند. ری در هرج و مرج فرار می‌کند در حالی که حالا کایلو رن خود را پیشوای عالی محفل یکم می‌داند. از طرفی دیگر رز، فین و بی‌بی-۸ پس از کشتن کاپیتان فاسما فرار می‌کنند و به بازماندگان در کرایت می‌پیوندند. وقتی محفل یکم در کرایت برای جنگ مستقر می‌شوند فین، رز و پو به کمک شتابگرهای قدیمی برای مقابله با محفل یکم می‌روند. توپ محاصره دشمن می‌تواند سپر مقاومت را بشکند اما فین می‌خواهد فداکاری کند و به سمت توپ غول پیکر می‌رود اما رز جلوی او را می‌گیرد.
لوک اسکای واکر با استفاده از نیرو در کرایت ظاهر می‌شود و مقابل کایلو رن می‌ایستد. پس از درگیری کایلو متوجه می‌شود که لوک با کمک نیرو با او مبارزه کرده‌است. لوک می‌گوید که مقاومت نمرده، جنگ تمام نشده و او آخرین جدای نیست. ری که به سیاره کرایت آمده با کمک آموزش‌هایش سنگ‌ها را در فضا معلق نگه می‌دارد و بازماندگان مقاومت از مسیر پشتی پایگاه فرار می‌کنند. لوک که انرژی خود را به کلی از دست داده در سیاره آک-تو در آرامش می‌میرد. مرگ او توسط ری و لیا احساس می‌شود.

## بازیگران
- مارک همیل در نقش لوک اسکای‌واکر، یک استاد قدرتمند جدای که خود را در سیاره Ahch-To تبعید کرده‌است.
- کری فیشر در نقش لیا اورگانا، خواهر دوقلوی لوک و از پیشگامان اصلی مقاومت
- آدام درایور در نقش کایلو رن، شاگرد برجسته اسنوک و رهبر شوالیه‌های رن
- دیزی ریدلی در نقش ری، یک زباله گرد در جاکو که به مقاومت می‌پیوندد و برای پیدا کردن لوک می‌رود.
- جان بویگا در نقش فین، عضو گروه ضربت محفل یکم که به مقاومت پیوست.
- اسکار آیزاک در نقش پو دامرون، بهترین خلبان جنگنده ضربدری‌بال مقاومتX–Wing
- اندی سرکیس در نقش پیشوای عالی اسنوک، اولین رهبر محفل یکم و استاد کایلو رن
- لوپیتا نیونگو در نقش ماز کاناتا یک متحد مقاومت
- دامنل گلیسون در نقش ژنرال هاکس، رئیس سابق استارکیلر محفل یکم
- آنتونی دنیلز در نقش سی‌تری‌پی‌او، یک ربات انسان نما در خدمت لیا اورگانا
- گوئندولین کریستی در نقش کاپیتان فاسما، فرمانده گروه ضربت محفل یکم
- کلی مری ترن در نقش رز تیکو عضو مقاومت که در تعمیر کار می‌کرد.
- فرانک اوز در نقش یودا، استاد جدای که روح او ظاهر می‌شود.
- بنیسیو دل تورو در نقش دی‌جی، یک کدنویس زبردست
- کریستال کلارک
- اِید ادموندسون

## ادامه و پیگیری
جنگ ستارگان: خیزش اسکای‌واکر سومین فیلم از سه‌گانه دنباله در ۲۰ دسامبر سال ۲۰۱۹ منتشر شد. عکس‌برداری اصلی این فیلم در ژوئن سال ۲۰۱۸ آغاز شد. اگر چه قرار بود کارگردانی فیلم را کالین ترورو بر عهده بگیرد اما لوکاس فیلم در ۵ سپتامبر ۲۰۱۷ اعلام کرد که او این توانایی را ندارد. یک هفته بعد لوکاس فیلم گفت که قسمت نهم توسط جی. جی آبرامز و به کمک کریس تریو نوشته می‌شود. آبرامز و تریو اظهار داشتند که قسمت نهم تمام سه‌گانه را با دو قسمت قبلی پیوند می‌دهد.